# Реставрация (Испания)
Реставрацията (на испански: Restauración) е името, дадено на периода, започнал на 29 декември 1874 г. след преврата на генерал Арсенио Мартинес де Кампос, сложил край на Първата испанска република и възстановил монархията при Алфонсо XII до 14 април 1931 г. с провъзгласяването на Втората испанска република.
След почти век на политическа нестабилност и много граждански войни, целта на Реставрацията е да създаде нова политическа система, която осигурява стабилност чрез практиката на turnismo. Това е умишлената ротация на либералните и консервативните партии в правителството, често постигана чрез изборни измами. Опозицията срещу системата е от републиканци, социалисти, анархисти, баски и каталонски националисти и карлисти.

## История

### Алфонсо XII и регентство (1874 – 1898)
Прокламацията от Мартинес Кампос установява Алфонсо XII като крал на Испания, отбелязвайки края на Първата испанска република. След това е написана Конституцията от 1876 г., която се прилага по време на цялата реставрация. Тази конституция установява Испания като конституционна монархия с двукамарен законодателен орган (Cortes Generales), състоящ се от горна камара (сенат) и долна камара (конгрес на депутатите). Тази конституция дава на краля правомощието да назначава сенатори и да отменя закони, ако иска, и също така му е дадена титлата главнокомандващ на армията.
Тези години са белязани от икономически просперитет. От края на Наполеонови войни през 1815 г. икономиката на Испания изостава още повече от тази на други европейски страни. През тези години се извършва мащабна модернизация на страната. На повечето фронтове вътрешното производство е увеличено, подкрепено от крайни протекционистични мерки.
Две партии се редуват в правителството в контролиран процес, известен като el turno pacífico. Либералната партия е ръководена от Сагаста, а Консервативната партия от Кановас дел Кастильо. Касиките, влиятелни местни фигури, биват използвани за манипулиране на изборните резултати и в резултат на това недоволството от системата бавно се натрупва с течение на времето и започва формиране на важни националистически движения в Каталония, Галисия и Страната на баските, както и синдикати.

### Управление на Алфонсо XIII и криза (1898 – 1923)
През 1898 г. Испания губи последните си големи отвъдморски колонии (Куба, Гуам, Пуерто Рико и Филипините) в Испано-американската война. Бързият колапс е възприет като катастрофа в Испания, подкопавайки доверието както в правителството, така и в свързаните с него идеологии и почти довеждайки до военен преврат, воден от Камило Полавиеха. Това е началото на упадъка на системата, давайки енергия на всякакви конфликтни опозиционни движения на местно и национално ниво.
Испания започва да се възстановява в международен план след конференцията в Алхесирас от 1906 г. През 1907 г. тя подписва един отбранителен съюз с Франция и Обединеното кралство, известен като Пакта от Картахена в случай на война срещу Тройния съюз. Испания се подобрява икономически, поради нейния неутралитет през Първата световна война. Испанският грип убива 200 000 испанци (1% от населението).
Неуспешните опити за завладяване на Мароко (Войната в Мелиля) предизвиква голямо недоволство у дома и завършва с бунт в Барселона, в който по-ниските класове на Барселона, подкрепяни от анархисти, комунисти и републиканци се разбунтуват срещу несправедливите методи за набиране на войници. Правителството обявява положение на война и изпраща армията да смаже бунта, причинявайки над сто жертви и екзекуцията на Франсеск Ферер. Социалистическият Общ съюз на трудещите се (UGT) и анархистката Национална конфедерация на труда (CNT) решават да започнат обща стачка в цялата страна, но тя се проваля, защото синдикатите могат да мобилизират само градските работници.
Проблемите в Мароко се задълбочават, когато бойци от местни жители атакува испанската армия. Те постигат изненада и благодарение на умението на мароканския вожд Абд ел-Крим на практика унищожават испанската армия, напредвайки почти до Мелиля в битката при Аннуал. Това испанско поражение се дължи на неправилно планиране и за него са обвинени висшите военни офицери, което предизвиква голямо недоволство сред военните, които се чувстват неразбрани, тъй като са насочени да напреднат във вътрешността без адекватни ресурси за превземане на трудния терен.

### Диктатура на Примо де Ривера (1923 – 1930)
Военното недоволство, страхът от анархистки тероризъм или пролетарска революция и възходът на националистическите движения предизвикват голямо вълнение сред цивилните и военните. На 13 септември 1923 г. Мигел Примо де Ривера, генерален капитан на Каталония, организира държавен преврат, след като издава манифест, обвиняващ парламентарната система за проблемите на Испания. Алфонсо XIII подкрепя генерала и го назначава за министър-председател. Примо де Ривера продължава да суспендира конституцията и да поема абсолютните правомощия като диктатор. Той създава Испанския патриотичен съюз, който трябва да бъде единствената законна политическа партия, премахвайки всички други партии. През това време той значително увеличава държавните разходи за бизнес и обществени услуги, което довежда до фалит на правителството му. Той губи подкрепата на военните и се сблъсква със сериозни здравословни проблеми. Опозицията срещу неговия режим е толкова голяма, че Алфонсо XIII спира да го подкрепя и го принуждава да подаде оставка през януари 1930 г.

### Последна година (1930 – 1931)
Алфонсо XIII, в опит да се върне постепенно към предишната система и да възстанови престижа си, призовава генерал Дамасо Беренгер да състави правителство. Това се проваля напълно, тъй като кралят е смятан за поддръжник на диктатурата и все повече политически сили призовават за установяване на република. Беренгер подава оставка и кралят дава правителствотото на адмирал Хуан Баутиста Аснар-Кабаняс. Аснар свиква местни избори на 12 април 1931 г., за да задоволи демократите и републиканците, да замени местните власти на диктатурата и постепенно да въведе отново реставрацията.
Въпреки че монархистите не са загубили цялата си подкрепа, републиканските и социалистическите партии спечелват значителни победи в големите градове. Последват улични бунтове, призоваващи за премахване на монархията. Армията декларира, че няма да защитава краля и на 14 април той бяга от Испания. Втората испанска република е незабавно създадена под временно правителство, ръководено от Нисето Алкала-Самора.